# حفاظت و مرمت دارایی فرهنگی
مرمت اثر هنری به تعمیر و بازسازی آثار هنری با استفاده از تجهیزات مدرن و فنون تعمیرات به‌طوری‌که خدشه‌ای به اصالت و هویت اثر هنری وارد نگردد، گفته می‌شود.
آفرینش اثر هنری در شرایط زمانی-مکانی مشخص به دست هنرمند هنگامی بار معنایی می‌یابد که از نگاه انسان‌های دوره‌های تاریخی گوناگون به دور نماند و پیوند شکلی-محتوایی بین هنرمند و مخاطب ایجاد گردد. این پیوند و تداوم نیاز به بازآفرینی و بازسازی اثر هنری در طول زمان دارد. در واقع تبیین اثر هنری خود نیازمند هنر دیگریست که آن را تکمیل نموده و ارزش‌های شکلی-معنایی اثر را متعالی‌تر می‌سازد. آن هنگام که اثری هنری به دست هنرمند دیگری بازنگری می‌شود تا الگوهای معنایی و زیبایی شناختی خود را به عرصه آفرینش مجدد بسپارد، گویی معنایی دگر یافته و از نو خلق می‌شود تا در لحظه خویش بماند و آهنگ متداوم زمان را نوایی دوباره دهد. در واقع مرمت به شکلی کامل‌کننده تمام هنرهایی است که زمان را تجربه می‌کنند تا بمانند و در حضور انسان به تکامل خویش پویایی بخشند.
از این دیدگاه، مرمت نه تنها دانشی علمی و فنی تجربه زاست، بلکه روندی خلاقانه به منظور حفظ و بقای پیوند نیروهای انسان هنرمند با هستی است، چراکه اثر هنری در تداوم زمان معنا می‌گردد و به هیچ دوره تاریخی معینی تعلق نداشته و در هر زمانی نیروهای خود را متعالی ساخته و ارزشهای محتواییش را سازگار با درک و فهم انسان تجربه می‌کند، انسانی که گویی در این روند ادراک، هستی خویش را بازمی‌یابد و با هنرمند اثر و هنر بازآفرینی خویش ارتباطی بس عمیق و گسترده برقرار می‌کند.
مریم احمدی از آذربایجان شرقی، کاظم برهانی آهنک از خوزستان، بیژن حیدرزاده از خوزستان و سیروس زارع از فارس به عنوان مرمت‌گر برتر تجلیل شدند.

## نگارخانه

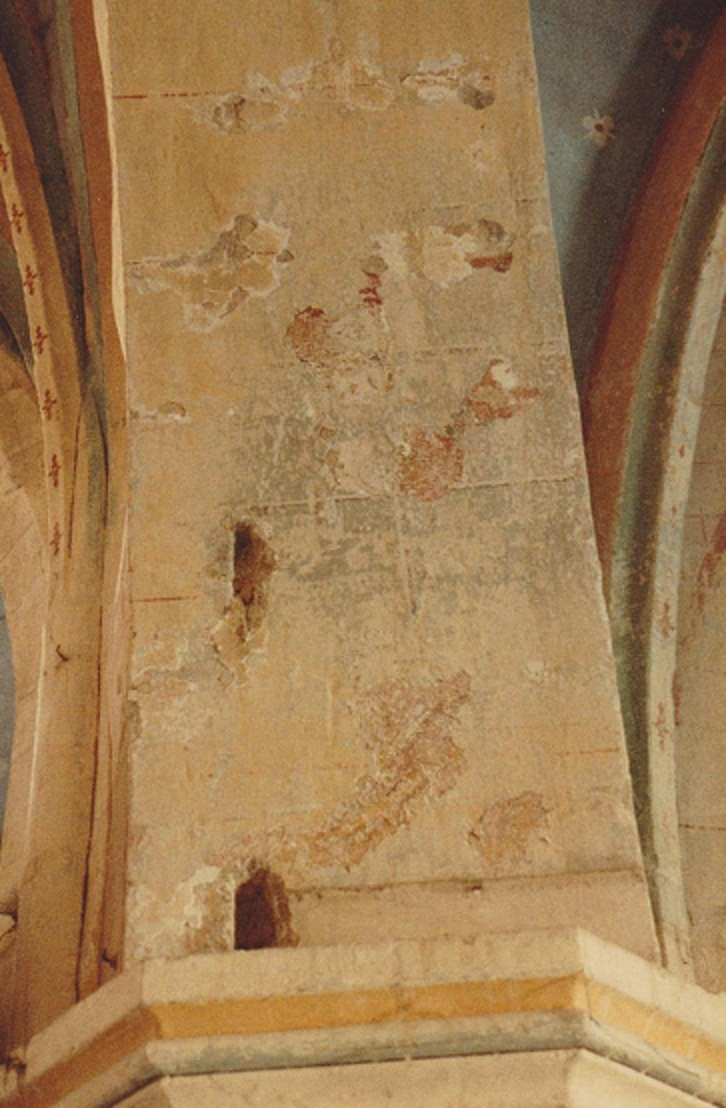
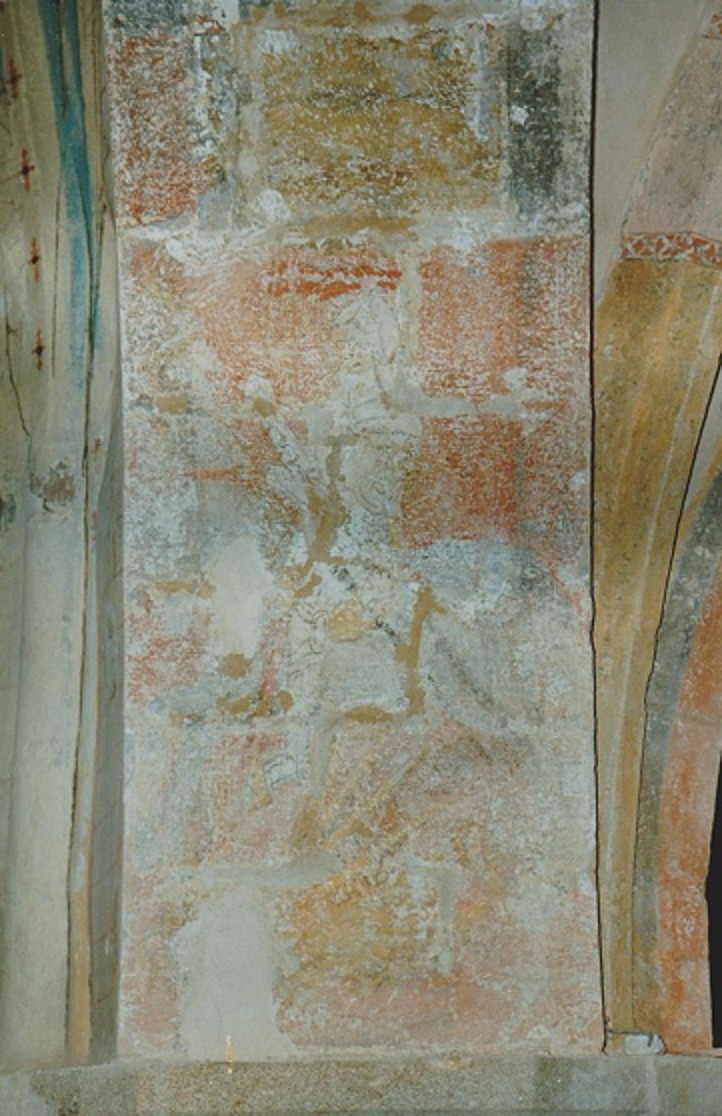
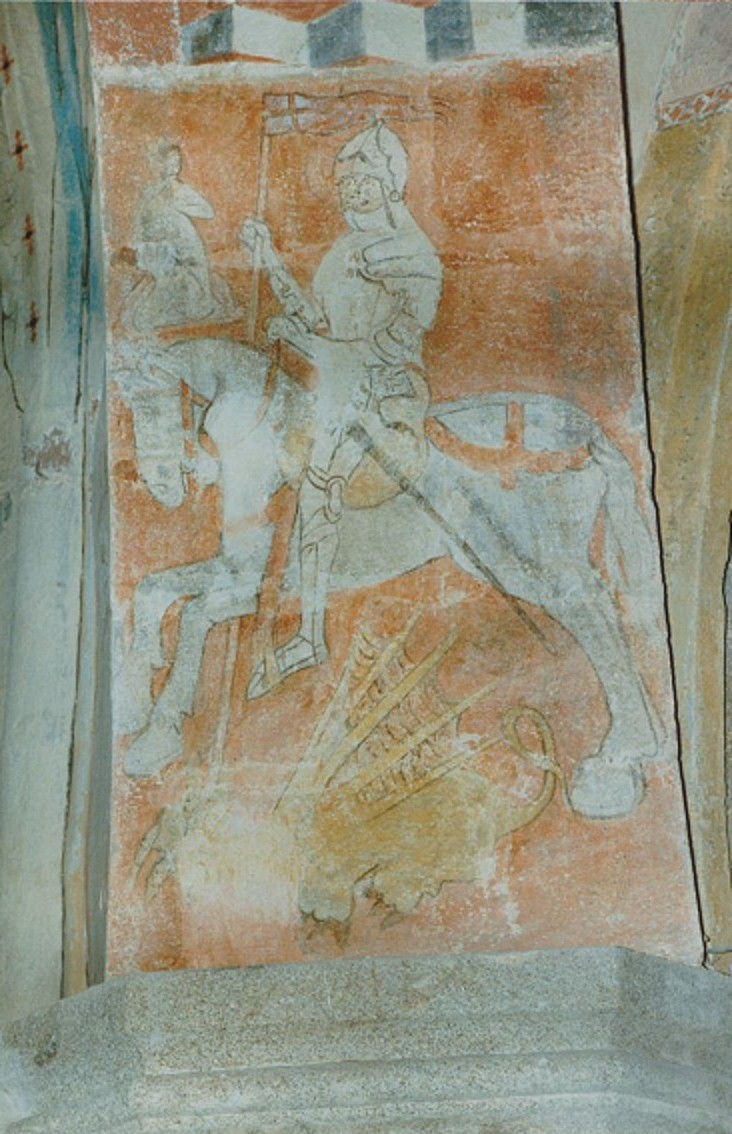